# Стефан Тошев
Стефан Тошев (болг. Стефан Тошев); нар. 18 грудня 1859, Стара-Загора — пом. 27 листопада 1924, Пловдив) — болгарський воєначальник, генерал піхоти (1917).

## Біографія

### Початок військової служби
Син учасника Болгарського відродження вчителя Анастасія Тошева. Закінчив Військове училище в Софії (1879; перший випуск).
Почав військову службу в якості добровольця в 8-й дружині (батальйоні) Болгарського ополчення під час Російсько-турецької війни 1877—1878.
З 1879 служив в 6-й піхотній Старозагорській дружині міліції Східної Румелії, з 1880 — в 10-й піхотній дружині міліції Східної Румелії. У 1881 зарахований у свиту князя Болгарії Олександра Баттенберга, потім проходив службу в 14-й піхотній дружині. З 1884 — командир роти в 7-й піхотній Планинській дружині.

### Участь в Сербсько-болгарській війні
З серпня 1885 — командир дружини в 3-му піхотному полку. На початку Сербсько-болгарської війни (бої 2-6 листопада 1885) його дружина прикривала болгарський загін при Врабчі і Трині. Тошев брав участь як в оборонних боях, що завершилися організованим відступом загону перед переважаючими сербськими силами, так і в успішному контрнаступі, в ході якого виявив здібності командира і особисту хоробрість. Був поранений в обидві ноги.

### Продовження служби
Військова служба генерала Тошева проходила в строю, так що до початку Першої Балканської війни він мав значний командний досвід. З 1886 — командир 3-го піхотного Бдінського полку, з 1887 — 11-го піхотного полку. Потім був командиром 7-го піхотного Преславського полку, з 1890 — 8-го піхотного Приморського полку. З 1899 — командир 2-ї бригади 2-ї Тракійської піхотної дивізії. Командував 7-ю піхотною дивізією, з 1904 — заступник командира, з 1909 — командир 1-ї Софійській піхотної дивізії.

### Участь у Першій світовій війні
Після закінчення Другої Балканської війни генерал Тошев був начальником 3-ї і 5-ї військово-інспекційних областей. Під час Першої світової війни, з 14 вересня 1915 по 25 листопада 1916 — командувач 3-ю армією, яка перебувала на півночі країни і прикривала болгаро-румунський кордон. Спочатку армія, що не брала безпосередньої участі в бойових діях, була чисельно невелика (4-та Преславська і 5-та Дунайська піхотні дивізії, 3-я кавалерійська бригада), однак після вступу Румунії у війну в 1916 вона була поповнена двома піхотними (1-ю Софійською і 6-ю Бдінською) і однією (1-ю) кавалерійською дивізією.
У 1918 був генерал-губернатором Македонської області, в червні 1918 став командувачем 4-ї армії, що діяла на Струмі. Після поразки Болгарії у війні був начальником 4-ї військово-інспекційної області (1918-1919). З 24 червня 1919 — в запасі.
Як воєначальник, генерал Тошев відрізнявся заохоченням ініціативи підлеглих йому командирів, на відміну від багатьох своїх колег, не надавав великого значення стройовій підготовці і формальним вимогам. Звертав особливу увагу на заохочення солдат, не пропускав нагоди нагородити їх за хорошу службу. Вів скромний спосіб життя, у нього не було коштів для того, щоб купити новий костюм для участі в святкуванні п'ятої річниці взяття Тутракана в софійському військовому клубі, на якому генерал Тошев виголосив промову.

### Військовий письменник
Після закінчення Сербсько-болгарської війни опублікував книгу «Листи воїна. 1885» (1895) — перші болгарські військові мемуари, в якій, зокрема, відверто розповів про власні помилки. У наступному році ця книга була перевидана. У 1902 опублікував військово-історичну працю «Визвольна війна 1877—1878».
Після виходу у відставку випустив у світ дослідження «Дії III армії в Добруджі в 1916» (1921; перевидання — 2007). Його остання книга — «Победени без да бъдем бити» («Переможені, яких не перемагали») — була опублікована в рік його смерті.

## Військові звання
- З 10 травня 1879 — прапорщик.
- З листопада 1879 — лейтенант.
- З 24 березня 1883 — старший лейтенант.
- З 30 серпня 1985 — капітан.
- З 1 квітня 1887 — майор.
- З 2 серпня 1891 — підполковник.
- З 2 серпня 1895 — полковник.
- З 1 січня 1904 — генерал-майор.
- З 5 серпня 1913 — генерал-лейтенант.
- З 25 березня 1917 — генерал піхоти.

## Нагороди
- Орден «За хоробрість» ІІІ і IV ступенів, 2-го класу.
- Орден «Святий Олександр» І ступеня з мечами, ІІ ступеня без мечів.
- Орден «За військові заслуги» ІІ ступеня.
- Османська медаль «За військові заслуги» (1917).
- Османський срібний орден «Ліякат».
- Османський срібний орден «Імтіяз».
- Османський золотий орден «Ліякат».

## Пам'ять про генерала Тошева
Іменем генерала Стефана Тошева названі місто Генерал-Тошево (центр однойменної громади в північно-східній Болгарії), село Генерал-Тошево в південно-східній Болгарії і вулиця в Софії.